# メチロコッカス属
メチロコッカス属はメチロコッカス科の基準属でグラム陰性の非芽胞形成偏性好気性桿菌。一部の種は運動性を有する。I型メチル栄養細菌(メチロトローフ)に分類される。基準種はメチロコッカス・カプスラツス。属名はメチルの球菌を意味する。GC含量は62から64。
メタンの存在する水中などに生息する。メタンモノオキシゲナーゼを有し、リブロース一リン酸経路により、メタン及びメタノールを酸化してエネルギーを得ることができるが、炭素数が2を超える有機化合物は利用できない。また、窒素固定能力を有する。α－ケトグルタル酸脱水素酵素を持たないためクエン酸回路が不完全である。